# Villa Hidalgo (Villaflores)
Villa Hidalgo es una localidad del estado mexicano de Chiapas. Es parte del municipio de Villaflores.

## Toponimia
El nombre de la localidad rinde homenaje a Miguel Hidalgo, héroe de la Independencia de México y considerado Padre de la patria.

## Demografía
| Gráfica de evolución demográfica |
|                                  |

| Censo | Población |
| ----- | --------- |
| 1940  | 225       |
| 1950  | 454       |
| 1960  | 945       |
| 1970  | 1 383     |
| 1980  | 1 479     |
| 1990  | 1 963     |
| 2000  | 2 277     |
| 2010  | 2 502     |
| 2020  | 2 742     |